# ハミングカフェ
ハミングカフェは、IBC岩手放送（IBCラジオ）で2010年10月4日より放送されているラジオ番組。同局アナウンサーの水越かおるが制作・ナレーションを行っている。

## 放送日時
- 月~金12:55~13:00（夏期は「こんにちは青空たのしです」を放送）
- 土曜16:45~16:50（月に一度「番組審議会便り」に差し替えとなる場合あり）
- 日曜8:40~8:45（JRN番組「ちょっと森林のはなし」ネット受けを2010年10月3日限りで打ち切って当番組に差し替え）
- 日曜17:55~18:00（岩手競馬オフ期のみ。競馬シーズンは「岩手競馬ダイジェスト」を放送）

※スポンサーが付かないローカルセールス枠である為、日によって単発特番に差し替えとなる場合あり。

## 概要
これまで当枠は「IBCミュージックボックス」という題名で放送されており、主に最近発売された新曲を週替わりで毎日1曲放送していたが、2010年10月改編時より現在の「ハミングカフェ」に改題し、主に最近発売されたカバーアルバムの中から週替わりで1曲放送している。

## 関連番組
- サウンドスクエア（「ミュージックコレクション」より改題）